# 71 (liczba)
71 (siedemdziesiąt jeden) – liczba naturalna następująca po 70 i poprzedzająca 72.

## 71 w nauce
- liczba atomowa lutetu
- obiekt na niebie Messier 71
- galaktyka NGC 71
- planetoida (71) Niobe

## 71 w kalendarzu
71. dniem w roku jest 12 marca (w latach przestępnych jest to 11 marca). Zobacz też co wydarzyło się w roku 71.

## 71 w historii
- Historyczny sąd najwyższy narodu izraelskiego Sanhedryn miał 71 członków - 70 starszych ludu i najwyższy arcykapłan jako (z urzędu) przewodniczący.

## 71 w hip-hopie
- 71 oznacza stolicę Dolnego Śląska, czyli Wrocław.
- 71 to także znak rozpoznawczy firmy odzieżowej Clinic, produkującej ciuchy dla młodzieży związanej z kulturą hip-hopową. Kolejnym ich znakiem rozpoznawczym jest 51°N 17°E oznaczający również rejon dolnośląski.